# Keith Tkachuk
Keith Matthew Tkachuk (* 28. März 1972 in Melrose, Massachusetts) ist ein ehemaliger US-amerikanischer Eishockeyspieler und derzeitiger -scout, der im Verlauf seiner aktiven Karriere zwischen 1990 und 2010 unter anderem 1290 Spiele für die Winnipeg Jets, Phoenix Coyotes, St. Louis Blues und Atlanta Thrashers in der National Hockey League auf der Position des linken Flügelstürmers bestritten hat und dabei auf über 1000 Scorerpunkte kam. Tkachuk gewann im Jahr 1997 die Maurice Richard Trophy als bester Torschütze der NHL. Mit der Nationalmannschaft der Vereinigten Staaten gewann er die Goldmedaille beim World Cup of Hockey 1996 sowie die Silbermedaille bei den Olympischen Winterspielen 2002.

## Karriere

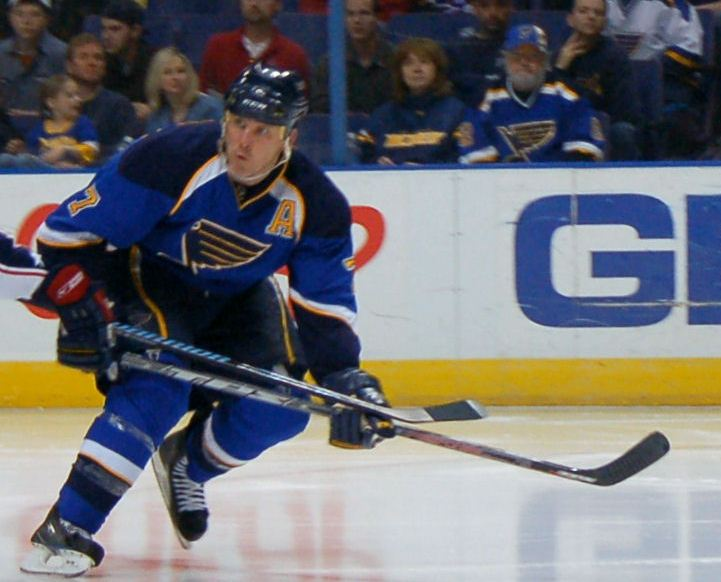
Tkachuk im Dress der St. Louis Blues

Tkachuk, der einen deutschen Großvater hat, spielte bis 1990 für die Malden Catholic High School und wurde dann im NHL Entry Draft 1990 in der ersten Runde als 17. von den Winnipeg Jets gewählt. Er spielte noch ein Jahr für das Team der Boston University, bevor er den Sprung in die NHL wagte.
In der NHL 1991/92 kam er nur auf 17 Spiele in der NHL, doch ab der folgenden Saison war er fester Bestandteil der Jets. Tkachuk war nicht nur torgefährlich, er setzte auch seine körperliche Stärke ein und war auch bei den Strafminuten immer ganz vorne dabei. Zusammen mit Teemu Selänne und Alexei Schamnow bildete er eine der besten jungen Sturmreihen der NHL. Ab Mitte der 1990er Jahre war er Kapitän des Teams, das nach seiner besten Saison 1995/96 mit 98 Scorerpunkten, aus der Mitte Kanadas ins sonnige Arizona umzog. Hier war Tkachuk in den ersten Jahren das Gesicht der Mannschaft. Nach fünf Jahren in Winnipeg und weiteren vier mit den Phoenix Coyotes gab man ihn gegen Ende der fünften Saison an die St. Louis Blues ab.
Auch in St. Louis war Tkachuk einer der erfolgreichsten Spieler. Doch Jahr für Jahr wurde er wegen fehlender Fitness und Übergewicht kritisiert. Im Februar 2007 wurde er zu den Atlanta Thrashers transferiert, kehrte aber nur vier Monate später wieder zurück nach St. Louis. Im April 2010 gab Tkachuk bekannt, seine Karriere am Ende der Saison 2009/10 zu beenden. 2011 wurde er mit der Aufnahme in die United States Hockey Hall of Fame geehrt. Seit der Saison 2014/15 arbeitet Tkachuk als Scout für sein Ex-Team St. Louis Blues.

### International
Tkachuk spielte 1992, 1998, 2002 und 2006 mit Team USA bei den Olympischen Spielen. In Salt Lake City 2002 konnte er die Silbermedaille gewinnen.

## Erfolge und Auszeichnungen
| - 1991 Lamoriello-Trophy-Gewinn mit der Boston University - 1991 Hockey East All-Rookie Team - 1995 NHL Second All-Star Team - 1997 Teilnahme am NHL All-Star Game - 1997 Bester Torschütze der NHL - 1998 Teilnahme am NHL All-Star Game | - 1998 NHL Second All-Star Team - 1999 Teilnahme am NHL All-Star Game - 2004 Teilnahme am NHL All-Star Game - 2009 Teilnahme am NHL All-Star Game - 2011 Aufnahme in die United States Hockey Hall of Fame |

### International
- 1992 Bronzemedaille bei der Junioren-Weltmeisterschaft
- 1996 Goldmedaille beim World Cup of Hockey
- 2002 Silbermedaille bei den Olympischen Winterspielen
- 2004 Bester Torschütze des World Cup of Hockey

## Team-Rekorde
- 1.508 Strafminuten für die Phoenix Coyotes
- 98 Punkte als Linksaußen in einer Saison für die Winnipeg Jets (NHL 1995/96)
- 5 Assists in einem Spiel für die Phoenix Coyotes (23. Februar 2001)

## Karrierestatistik

### International
Vertrat die USA bei:
| - Junioren-Weltmeisterschaft 1991 - Junioren-Weltmeisterschaft 1992 - Olympischen Winterspielen 1992 - World Cup of Hockey 1996 | - Olympischen Winterspielen 1998 - Olympischen Winterspielen 2002 - World Cup of Hockey 2004 - Olympischen Winterspielen 2006 |

(Legende zur Spielerstatistik: Sp oder GP = absolvierte Spiele; T oder G = erzielte Tore; V oder A = erzielte Assists; Pkt oder Pts = erzielte Scorerpunkte; SM oder PIM = erhaltene Strafminuten; +/− = Plus/Minus-Bilanz; PP = erzielte Überzahltore; SH = erzielte Unterzahltore; GW = erzielte Siegtore; 1 Play-downs/Relegation; Kursiv: Statistik nicht vollständig)

## Familie
Seine Söhne Matthew und Brady Tkachuk sind ebenfalls Eishockeyspieler. Darüber hinaus spielten sein Cousins Tom Fitzgerald, Jimmy Hayes und Kevin Hayes ebenfalls lange in der NHL.